# Zisk před úroky a zdaněním
Zisk před úroky a zdaněním (EBIT zkratka z Earnings Before Interest and Taxes) je zisk před zaplacením úroků a před zdaněním, tzn. hrubý zisk plus neuhrazené úroky.

## Význam
Výše zisku před úroky a zdaněním je údaj, který umožní posoudit, jak si podnik stojí bez vlivu zdanění, které se liší země od země, a bez vlivu způsobu financování, který ovlivňuje výši úroků. Umožňuje sledovat výši tržeb a nákladů na provozní úrovni, naopak neumožňuje sledovat využití kapitálu a majetku. V praxi se více využívá ukazatel zisk před započtením úroků, daní a odpisů.